# Extreme Aggression
Extreme Aggression – czwarty album studyjny grupy Kreator wydany w 1989 roku.

## Lista utworów
| Nr | Tytuł utworu              | Długość |
| -- | ------------------------- | ------- |
| 1. | „Extreme Aggression”      | 4:44    |
| 2. | „No Reason to Exist”      | 4:37    |
| 3. | „Love Us or Hate Us”      | 3:42    |
| 4. | „Stream of Consciousness” | 3:53    |
| 5. | „Some Pain Will Last”     | 5:39    |
| 6. | „Betrayer”                | 3:59    |
| 7. | „Don't Trust”             | 3:43    |
| 8. | „Bringer of Torture”      | 2:15    |
| 9. | „Fatal Energy”            | 4:57    |
|    |                           | 37:29   |

## Twórcy
- Mille Petrozza - gitara, śpiew
- Jürgen Reil - perkusja
- Rob Fioretti - gitara basowa
- Jörg Trzebiatowski - gitara